# Armérie des sables
Armeria arenaria
Espèce
Classification phylogénétique
L'Armérie des sables (Armeria arenaria (Pers.) Schult.), parfois aussi appelée Gazon d'Espagne, est une plante vivace de la famille des plombaginacées.

## Description
L'Armérie des sables a une souche ligneuse et ramifiée. La partie aérienne se présente sous la forme d'une tige sans feuilles haute de 20 à 60 cm, enveloppée au sommet d'une gaine tubuleuse et terminée par une inflorescence dense et hémisphérique de 2 cm de diamètre de fleurs roses ou rouges. Les feuilles sont lancéolées, très étroites et toutes disposées à la base.

## Habitat et répartition
La fleur est caractéristique des pelouses rocailleuses ou sablonneuses des montagnes du sud-ouest de l'Europe. En France, elle est surtout présente dans le sud-est. Elle préfère les sols siliceux. Classée comme orophyte méridional (bien que présente localement à basse altitude), elle peut pousser jusqu'à 2 800 m d'altitude dans les Pyrénées et les Alpes du sud. Elle est aussi très présente dans le sud du Massif central (Aubrac, Margeride, Cévennes).
Sa présence ponctuelle dans les régions de plaine au nord du Massif central (Centre, Ile-de-France) s'explique par sa propagation sur les sables et les graviers des lits des grands fleuves qui prennent naissance dans le Massif central (Loire, Allier).